# Au (Monaco di Baviera)
Au, già cittadina autonoma, è un quartiere di Monaco di Baviera e parte del distretto cittadino di Au-Haidhausen, con una superficie di 149,5 ettari e con 29 195 abitanti (dicembre 2010).

## Geografia
Au si estende sulla riva destra dell'Isar, dal ponte Wittelsbach a sud, fino al ponte Ludovico a nord. Sotto alla riva del corso superiore dell'Isar vi è la parte del quartiere Untere Au (Au inferiore), sopra, la parte nota come Obere Au (Au superiore). La prima conta 16 510 abitanti su una superficie di 88,6 ettari, la seconda 12 676 abitanti su una superficie di 61 ettari.
A nord e a est Au è limitato dalle vie Rosenheimer, Hoch, Rabl e Balan, ove si collega al quartiere di Haidhausen, appartenente allo stesso distretto. 
A sudest e a sud i binari costituiscono il confine con Obergiesing, a sudovest la Humboldtstraße separa Au da Untergiesing. Il confine a nordovest è costituito dal fiume Isar con il lungofiume Frühlingsanlagen.
La piazza di Maria Ausiliatrice nel centro del quartiere segna il centro (Piazza del mercato) della ex città.

## Storia

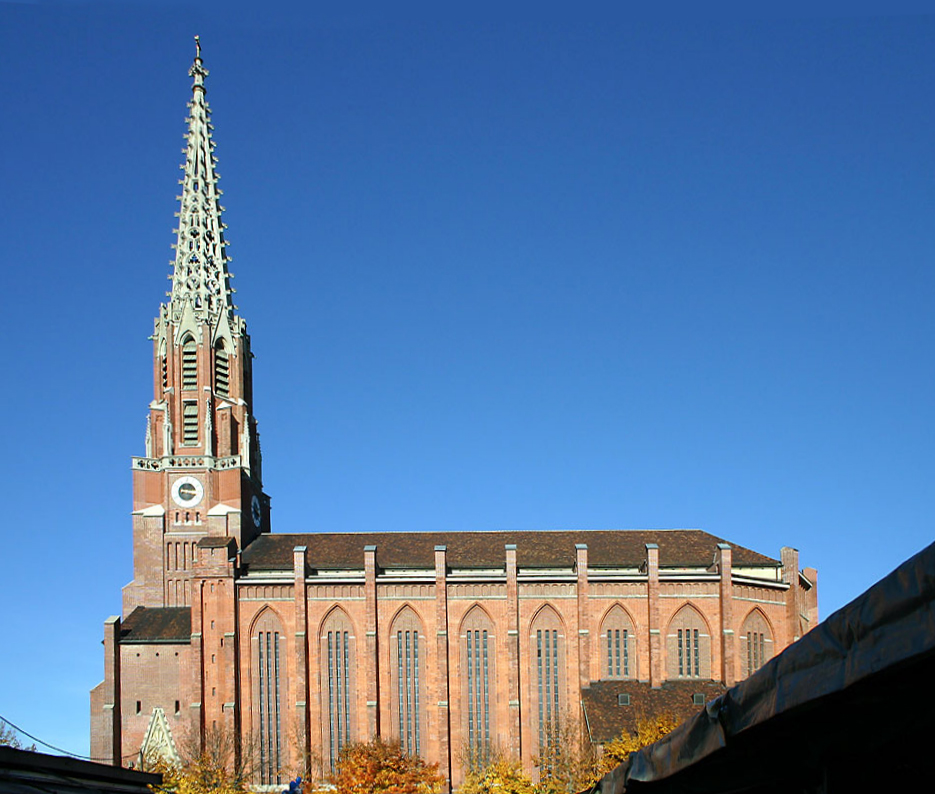
Chiesa dell'Ausiliatrice (Mariahilfkirche), simbolo religioso del quartiere

Au viene citata per la prima volta il 12 dicembre 1340 come Awe ze Gyesingen. Aue significa "terra presso l'acqua". Tradizionalmente la città di Au era suddivisa nei quartieri di Isarviertel, Sammerviertel, Klafterviertel e Bachviertel.
I boschi intorno ad Au erano sede per la falconeria dei duchi di Baviera, da cui proviene il nome della via Falkenstraße. Guglielmo IV di Baviera fece erigere un nuovo fabbricato all'altezza del n. 36 dell'attuale Falkenstraße. Fino al XVIII secolo questo funse da casino di caccia, nel quale venivano anche allevati i rapaci.
Massimiliano II Emanuele di Baviera trasferì nel 1723 la falconeria nella parte occidentale di Monaco, davanti alla Neuhauser Tor.
Già prima della secolarizzazione, nel 1806 Au contava più di 6 000 abitanti. Essa disponeva di più di cinque chiese ed era sede di guarnigione militare. Nel 1808 venne elevata al rango di città e le fu concesso il diritto di tenere mercato (Auer Dult). Dal 1818 costituì, insieme a Untergiesing (con cui allora era indicato l'insediamento a Nockherberg), una comunità cittadina. Il 1º ottobre 1854 l'unione divenne la residenza principale reale di Monaco.
Verso la fine del XIX secolo viveva in Au un numero di abitanti più che tre volte maggiore che all'inizio del secolo. Durante la seconda guerra mondiale il quartiere fu in gran parte distrutto nel corso del bombardamento di Monaco da parte della RAF della notte fra il 24 e il 25 aprile 1944, per cui oggi la sua architettura in stile dopoguerra è predominante.

## Eventi

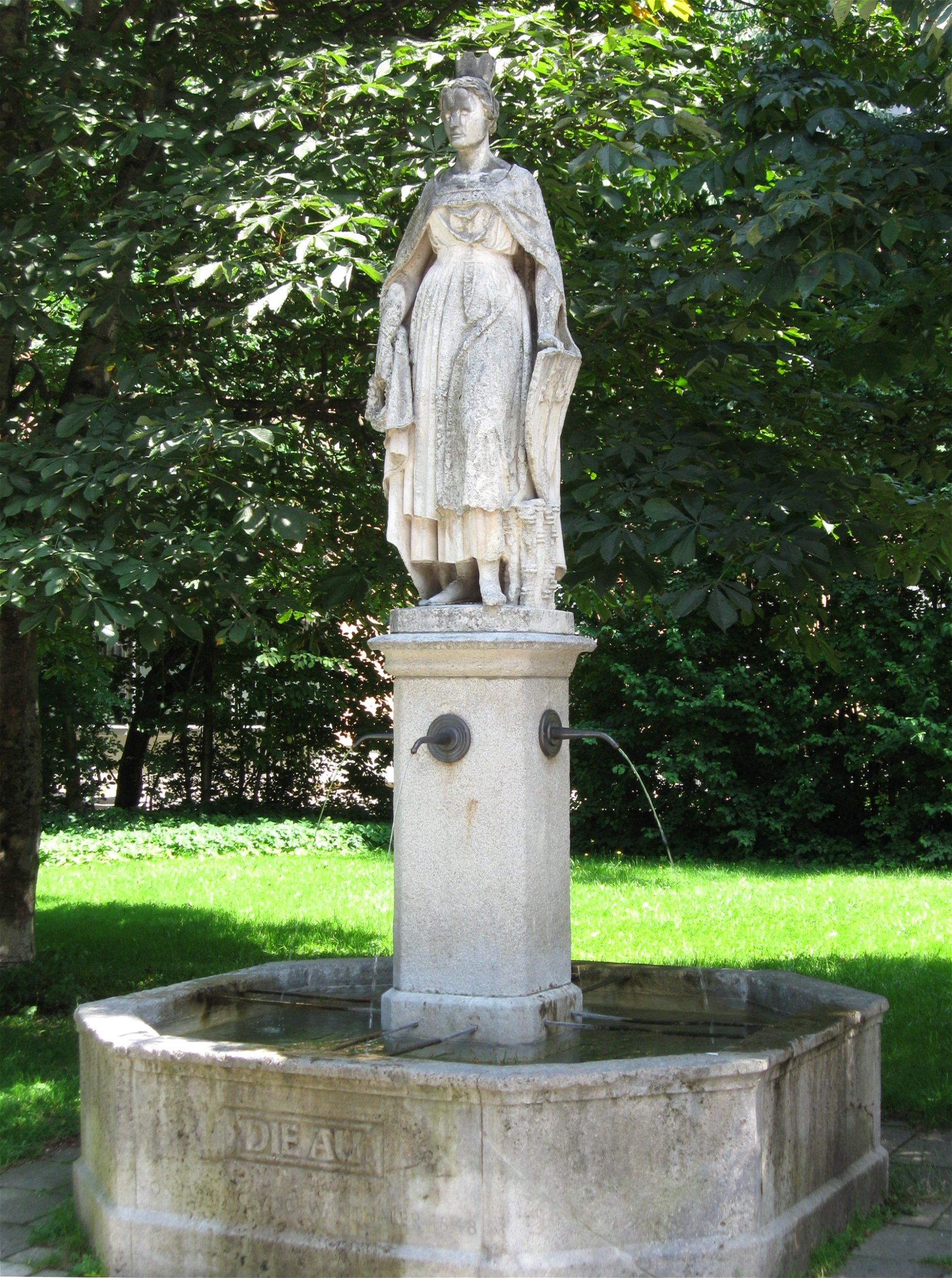
Fontana Augia
Allegoria del quartiere di Au

- Tre volte l'anno, sulla piazza Mariahilf, che rappresenta il nucleo orientale, si svolge il Gran Mercato di Monaco, noto come Auer Dult
- Da novembre 2011, nella chiesa di Maria Ausiliatrice (Mariahilfkirche) si trova un carillon
- Il calciatore Georg Katsche Schwarzenbeck, uno dei vincitori della Coppa dei Campioni nel 1974, gestì per 20 anni, fino al 2008 un negozio di cancelleria al n. 9 di Ohlmüllerstraße[7][8]
- Ad Au si trova la Sudetendeutsches Haus, sede di diverse istituzioni dei tedeschi dei Sudeti
- L'uomo di spettacolo Karl Valentin nacque ad Au e crebbe nella Zeppelinstraße
- Dal febbraio 2017 Au ha una biblioteca pubblica lungo la via pedonale nella Sammtstraße.[9]

## Arme della ex città di Au
Dopo che nel 1808 la comunità di Au fu elevata al rango di città, il 25 luglio 1808 il Commissariato reale di Baviera le concesse un proprio stemma (giglio bianco in campo azzurro). Presumibilmente il medesimo valeva anche per Haidhausen.
Si tratta di un'indicazione della presenza in Au del convento di Lilienberg dedicato all'Immacolata Concezione. Dopo l'inclusione della città di Au nella città residenziale reale di Monaco nel 1854, il consiglio comunale del capoluogo del Land ha ottenuto il medesimo diritto all'utilizzo dello stemma.